# Ammophila barbarorum
Ammophila barbarorum är en biart som beskrevs av Arnold 1951. Ammophila barbarorum ingår i släktet Ammophila och familjen grävsteklar. Inga underarter finns listade i Catalogue of Life.